# Iryna Wilde

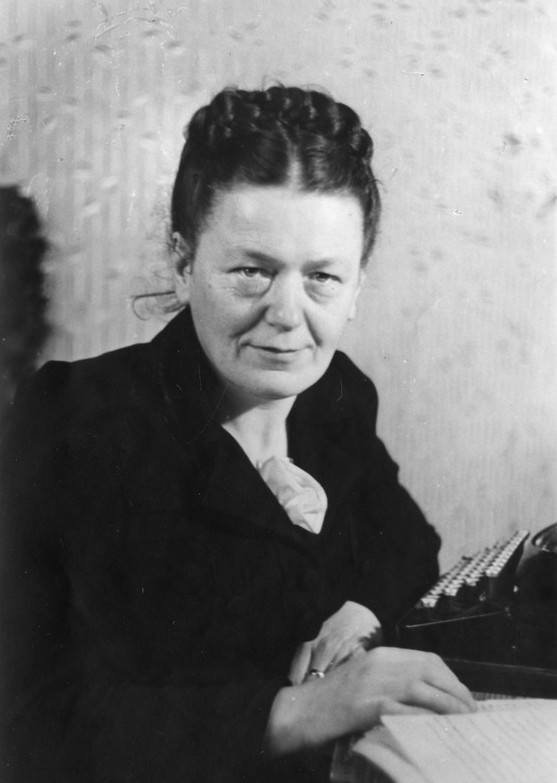
Daryna Dmytriwna Makohon, 1947

Iryna Wilde (ukrainisch Ірина Вільде, eigentlich Daryna Dmytriwna Makohon, ukrainisch Дарина Дмитрівна Макогон; * 5. Mai 1907 in Czernowitz, Bukowina, Österreich-Ungarn; † 30. Oktober 1982 in Lwiw, Ukrainische SSR) war eine ukrainische Schriftstellerin und Taras-Schewtschenko-Preisträgerin.

## Leben
Wilde machte 1922 in ihrer Heimatstadt das Abitur und studierte bis 1933 Geisteswissenschaften an der Universität Lemberg. Anschließend arbeitete sie als Lehrerin, Journalistin und als Sonderkorrespondentin der Ukrainischen Prawda. Sie leitete zudem die Lwiwer Filiale des ukrainischen Schriftstellerverbandes.
Ihr erster Roman wurde 1930 veröffentlicht. Eine Gesamtausgabe ihres Werkes in vier Bänden erschien 1967/68 und eine russische Übersetzung in fünf Bänden wurde 1958 veröffentlicht.
Wilde litt an Multipler Sklerose und starb 75-jährig in Lwiw, wo sie auf dem Lytschakiwski-Friedhof bestattet wurde.

## Ehrungen
Iryna Wilde erhielt zahlreiche Ehrungen. Unter anderem wurde sie mit dem Orden des Roten Banners der Arbeit ausgezeichnet und erhielt 1965 den Taras-Schewtschenko-Preis für ihren Roman Sestry Ritschynski (Сестри Річинські).

## Werke (Auswahl)
- Метелики на шпильках (1936)
- Б'є восьма (1936)
- Химерне серце (1936)
- Повнолітні діти (1939)
- Історія одного життя (1946)
- Наші батьки розійшлися (1946)
- Ті з Ковальської  (1947)
- Її портрет (1948)
- Стежинами життя (1949)
- Яблуні зацвіли вдруге (1949)
- Повісті та оповідання (1949)
- Повнолітні діти (1952)
- Кури (1953)
- На порозі (1955)
- Сестри Річинські (1958; 1964)
- Ти мене не любив (1958)
- Винен тільки я (1959)
- Життя тільки починається (1961)
- Троянди і терня (1961)
- Людське тепло (1964)
- Окрушини (1969)

In deutscher Übersetzung
- Anna-Halja Horbatsch (Herausgeberin und Übersetzerin): Blauer November. Ukrainische Erzähler unseres Jahrhunderts. Wolfgang Rothe Verlag,  Heidelberg 1959
  - Das Mädchen mit dem Ball
  - Biografische Notizen